# 가메라 2: 레기온 내습
《가메라 2 - 레기온 내습》(ガメラ2　レギオン襲來, Gamera 2: Assault Of The Legion)는 일본에서 제작된 카네코 슈스케 감독의 1996년 SF 영화이다. 나가시마 토시유키 등이 주연으로 출연하였고 난리 미유키 등이 제작에 참여하였다.

## 출연

### 주연
- 나가시마 토시유키
- 미즈노 미키

### 조연
- 이시바시 타모츠
- 후키코시 미츠루
- 후지타니 아야코
- 오키타 히로유키
- 카와즈 유스케
- 호타루 유키지로
- 코바야시 아키지
- 하세가와 하츠노리
- 타구치 토모로오
- 라사레 이시이
- 오오코치 히로시
- 벤가루

## 기타
- 미술: 오이카와 하지메